# Burg Neulengbach
Die Burg Neulengbach war eine Höhenburg auf einem freistehenden und rund 80 m hohem Bergkegel über der niederösterreichischen Stadt Neulengbach im Bezirk Sankt Pölten-Land, die im 16. und 17. Jahrhundert zu einem Schloss umgebaut wurde. Die Schlossanlage ist ein dreigeschoßiger Vieleckbau mit zweifachem Wehrring und acht Rundtürmen, einem Vorbau mit prachtvollem Renaissanceportal und einem Hof mit toskanischen Doppelsäulen und steinernem Brunnenbecken.

## Geschichte
Die Burg Neulengbach wurde gemeinsam mit dem Markt von den Hochfreien von Lengenbach um das Jahr 1189 gegründet. Die Burg wurde zum Zentrum der lokalen Herrschaft der Lengenbacher. Nach dem Aussterben der Lengenbacher im Jahre 1236 kam sie in den Besitz der Babenberger. Im späten Mittelalter war Burg Neulengbach Sitz landesfürstlicher Pfleger und oftmals verpfändet.
Im Jahr 1565 erhielt Rudolf Khuen von Belasy die Herrschaft Neulengbach. Unter den Freiherrn von Khuen erfolgte im 3. Drittel des 16. Jahrhunderts und in der 1. Hälfte des 17. Jahrhunderts der Ausbau bzw. die Erweiterung der Burg zu einem schmucklosen Spätrenaissanceschloss.
Weitere Besitzer:
- 1646 die Grafen Pálffy
- 1696 die Bartholotti von Partenfeld
- 1740 die Fürsten Lubomirski
- 1778 Freiherr Karl Abraham Wetzlar von Plankenstern
- 1798 die Grafen Fries
- 1828 die Fürsten Liechtenstein

Im Jänner 1912 wütete ein Brand im Schloss. Dabei wurde die gesamte Innenausstattung zerstört. 1920 erwarb die Gemeinde Wien das Schloss und nutzte es als Kinderheim. 1952 folgte der Schlossverein Neulengbach als Besitzer und 1962 Martin Wakonig, Kaufmann aus Graz. Dessen in der Steiermark lebender 69-jähriger Sohn Bruno und seine Gattin Margherita schenkten mit Beginn 2023 die Anlage an ihre Nachkommen Katharina, Benedikt und Theresa.

## Bildergalerie

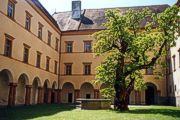
Innenhof der Burg Neulengbach
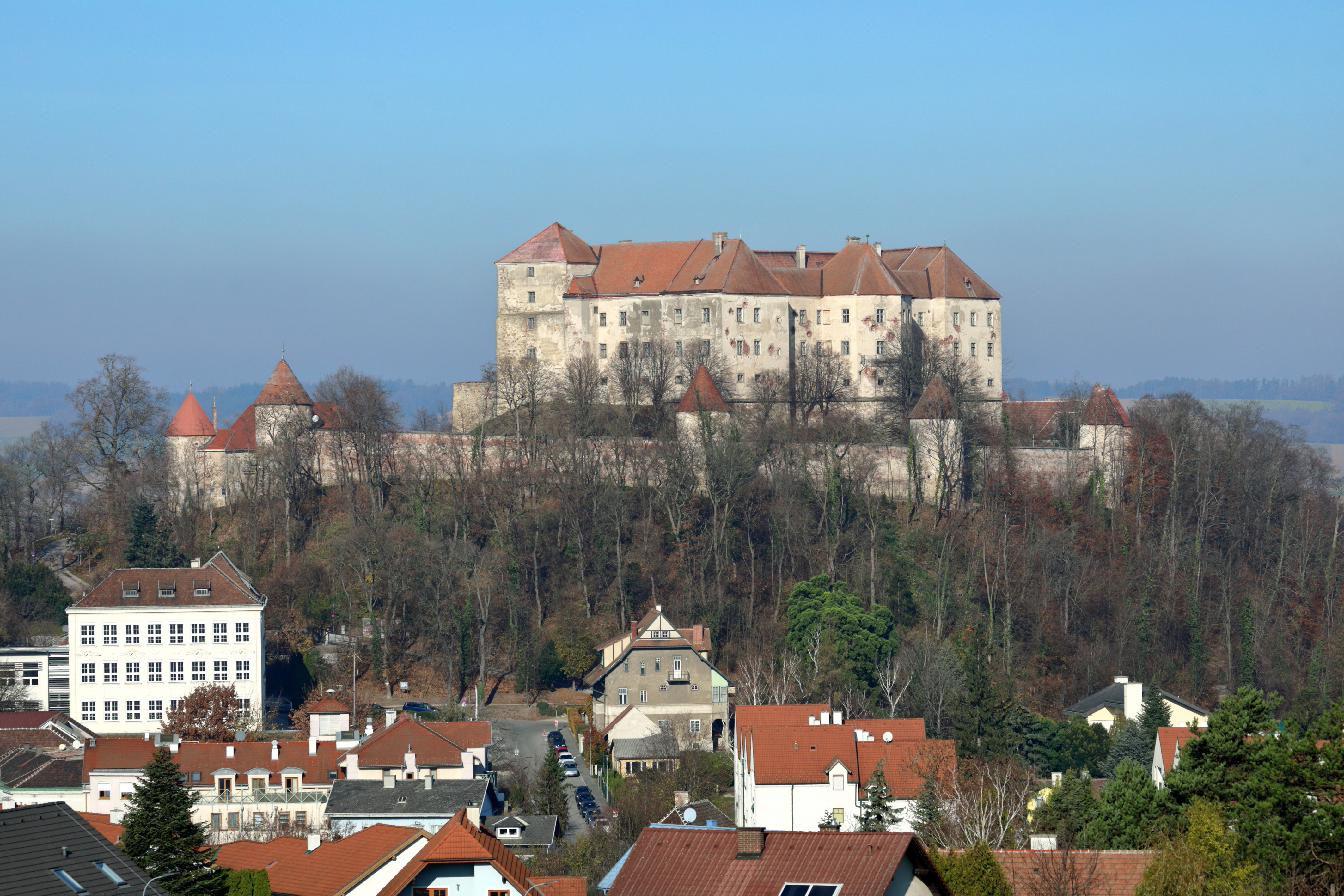
Südansicht im Herbst
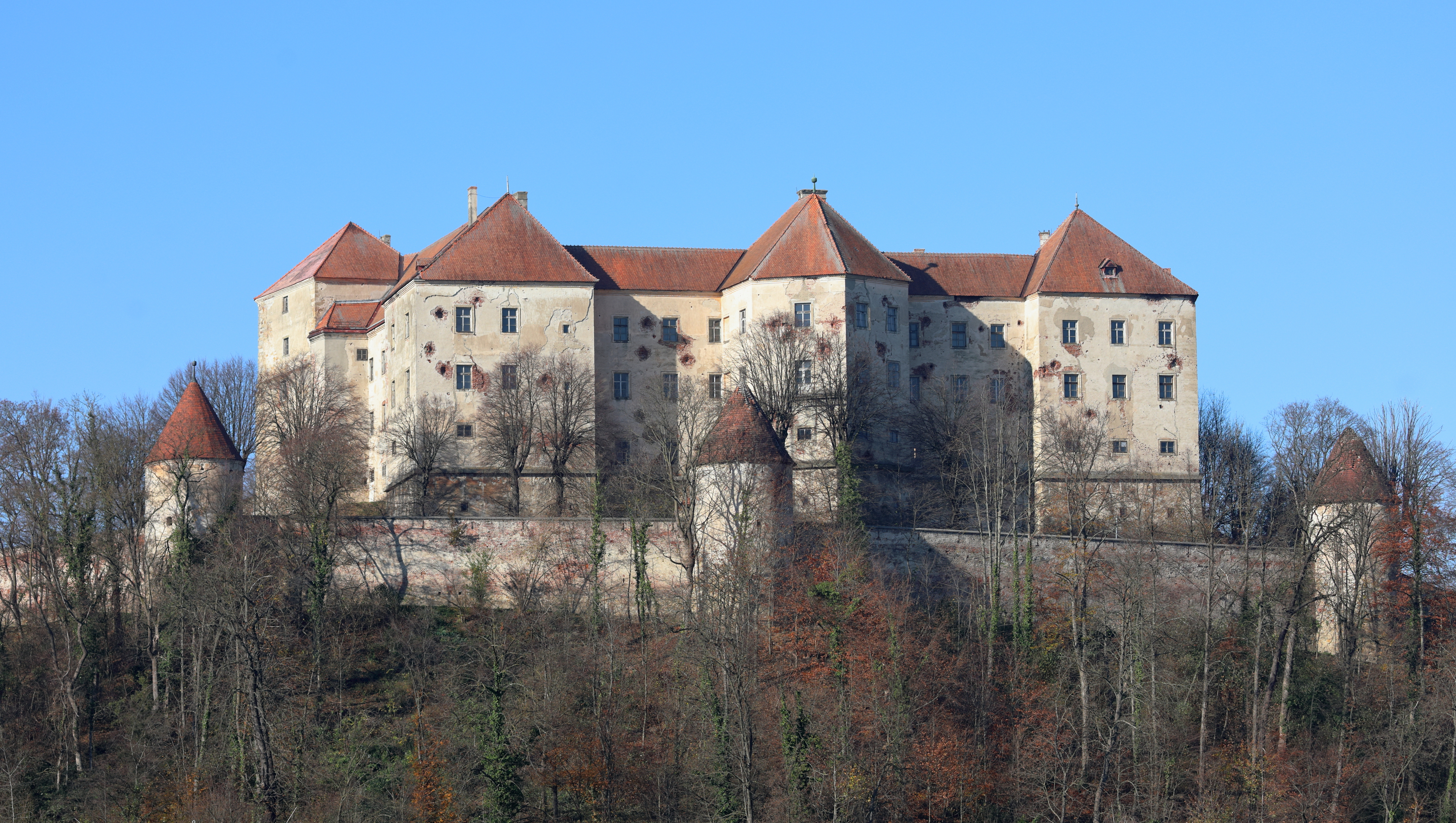
Südostansicht mit den Artillerie-Einschusslöchern aus dem Zweiten Weltkrieg